# Isidora Jiménez
Isidora Andrea Jiménez Ibacache (* 10. August 1993 in Concepción) ist eine chilenische Sprinterin, die sich auf die 200 Meter spezialisiert hat.

## Sportliche Laufbahn
Erstmals bei einer internationalen Meisterschaft, trat Isidora Jiménez bei den Jugendsüdamerikameisterschaften 2008 in Lima an, bei denen sie mit der chilenischen Sprintstaffel die Silbermedaille gewann. Zwei Jahre später gewann sie Gold über 100 und 200 Meter in Santiago de Chile. 2011 belegte sie über 200 Meter den siebten Platz bei den Südamerikameisterschaften in Buenos Aires und gewann mit beiden Sprintstaffeln die Bronzemedaille. 2012 nahm sie an den Juniorenweltmeisterschaften in Barcelona teil und erreichte dort über 200 Meter das Halbfinale. Bei den U23-Südamerikameisterschaften in São Paulo gewann sie Gold mit der 4-mal-100-Meter-Staffel und Silber über 200 Meter und mit der 4-mal-400-Meter-Staffel. 2013 verpasste sie bei den Südamerikameisterschaften im kolumbianischen Cartagena als Vierte über 200 Meter und mit der Staffel jeweils nur knapp eine Medaille. Jedoch qualifizierte sie sich für die Weltmeisterschaften in Moskau, bei denen sie über 200 Meter in der Vorrunde ausschied. Bei den Juegos Bolivarianos in Trujillo wurde sie Vierte mit der Kurzsprintstaffel und gewann Bronze mit der 4-mal-400-Meter-Staffel.
2014 belegte sie bei den Südamerikaspielen in Santiago de Chile den fünften Platz über 100 und 200 Meter und gewann Silber mit der Staffel. Bei den U23-Südamerikameisterschaften in Montevideo gewann sie Silber über 200 Meter und Bronze mit der chilenischen Stafette. 2015 gewann sie bei den Südamerikameisterschaften in Lima Silber über 100 und 200 Meter sowie Bronze mit der Staffel. Bei den Panamerikanischen Spielen in Toronto gelangte sie über 100 und 200 Meter und ins Halbfinale und stellte in beiden Disziplinen neue Landesrekorde auf. Mit der 4-mal-200-Meter-Staffel scheiterte sie hingegen bereits in der ersten Runde. Zudem qualifizierte sie sich für die Weltmeisterschaften in Peking, bei denen sie über 100 Meter und 200 Meter in der ersten Runde ausschied. 2016 wurde sie bei den Ibero-amerikanischen Meisterschaften in Rio de Janeiro Vierte über 100 und 200 Meter und belegte mit der Staffel den sechsten Platz. Bei den Olympischen Spielen ebendort schied sie über 200 Meter im Vorlauf aus.
2017 nahm sie an den Südamerikameisterschaften in Luque teil und belegte dort über 200 Meter den fünften Platz. Bei den Weltmeisterschaften in London schied sie bereits in der Vorrunde aus. Wenige Wochen später erreichte sie bei den Weltstudentenspielen in Taipeh das Halbfinale, in dem sie mit 24,31 s ausschied. Im Jahr darauf nahm sie im 60-Meter-Lauf an den Hallenweltmeisterschaften in Birmingham teil und schied dort mit 7,38 s in der ersten Runde aus. Anfang Juni gewann sie bei den Südamerikaspielen in Cochabamba in 3:33,42 min erneut die Silbermedaille mit der 4-mal-400-Meter-Staffel und wurde über 100 Meter in 11,33 s Fünfte sowie im 200-Meter-Lauf in 23,13 s Vierte. Bei den IAAF World Relays 2019 in Yokohama schied sie mit der 4-mal-400-Meter-Staffel in 3:31,24 min in der ersten Runde aus. Im Mai wurde sie bei den Südamerikameisterschaften in Lima in 11,68 s Vierte über 100 Meter und ging im Finale über 200 Meter nicht mehr an den Start. Anschließend schied sie bei den Panamerikanischen Spielen ebendort mit 23,92 s im Vorlauf über 200 Meter aus. 2022 gewann sie bei den Juegos Bolivarianos in Valledupar in 44,57 s die Silbermedaille in der 4-mal-100-Meter-Staffel hinter Kolumbien und auch mit der 4-mal-400-Meter-Staffel musste sie sich in 3:36,98 min nur den Kolumbianerinnen geschlagen geben. Im Oktober nahm sie an den Südamerikaspielen in Asunción und gewann dort in 45,04 s gemeinsam mit Macarena Borie, María Montt und Javiera Cañas die Silbermedaille hinter Kolumbien.
2023 gewann sie bei den Südamerikameisterschaften in São Paulo in 44,40 s gemeinsam mit Viviana Olivares, Anaís Hernández und Javiera Cañas die Bronzemedaille in der 4-mal-100-Meter-Staffel hinter den Teams aus Brasilien und Kolumbien. Anfang November schied sie bei den Panamerikanischen Spielen in Santiago de Chile mit 24,00 s im Vorlauf über 200 Meter aus und gewann mit der Staffel in 44,19 s gemeinsam mit Anaís Hernández, Martina Weil und María Montt die Silbermedaille hinter dem kubanischen Team. Bei den World Athletics Relays 2024 in Nassau wurde sie in 44,40 s Sechste im B-Lauf über 4-mal 100 Meter in der 2. Qualifikationsrunde für die Olympischen Spiele. Kurz darauf gewann sie mit der Staffel in 44,56 s die Bronzemedaille bei den Ibero-Amerikanischen Meisterschaften in Cuiabá hinter Brasilien und Kolumbien. 2025 belegte sie bei den Südamerikameisterschaften in Mar del Plata in 23,59 s den siebten Platz über 200 Meter und kam mit der Staffel nicht ins Ziel.
In den Jahren 2015, 2018 und 2023 wurde Jiménez chilenische Meisterin im 100-Meter-Lauf sowie 2018 und 2021 über 200 Meter. 2025 wurde sie zudem Landesmeisterin in der 4-mal-100-Meter-Staffel.

## Persönliche Bestzeiten
- 100 Meter: 11,19 s (−1,2 m/s), 6. Juni 2018 in Cochabamba (chilenischer Rekord)
  - 60 Meter (Halle): 7,29 s, 3. Februar 2018 in São Caetano do Sul (chilenischer Rekord)
- 200 Meter: 22,95 s (+1,2 m/s), 23. Juli 2015 in Toronto (chilenischer Rekord)
  - 200 Meter (Halle): 23,92 s, 27. Januar 2019 in Sabadell (chilenischer Rekord)